# Nick Foster (pilote automobile)
Pour les articles homonymes, voir Foster.
Pas d'image ? Cliquez ici
Nick Foster, né le 13 février 1992 à Brisbane en Australie, est un pilote automobile australien.

## Palmarès

### Championnat du monde d'endurance
| Année | Ecurie         | Châssis         | Moteur                    | Classe    | 1     | 2        | 3     | 4     | 5     | 6        | 7     | 8     | 9     | Position | Points |
| ----- | -------------- | --------------- | ------------------------- | --------- | ----- | -------- | ----- | ----- | ----- | -------- | ----- | ----- | ----- | -------- | ------ |
| 2017  | Gulf Racing UK | Porsche 911 RSR | Porsche 4,0 l Flat-6 Atmo | LMPGTE Am | SIL 4 | SPA Abd. | LMS 5 | NÜR 5 | MEX 3 | CDA Abd. | FUJ 4 | SHA 2 | BHR 5 | 6e       | 97     |

### Asian Le Mans Series
| Année     | Écurie             | Châssis        | Moteur                     | Classe   | 1   | 2   | 3   | 4   | Points | Classement |
| --------- | ------------------ | -------------- | -------------------------- | -------- | --- | --- | --- | --- | ------ | ---------- |
| 2019-2020 | Eurasia Motorsport | Ligier JS P217 | Gibson GK428 4,2 l V8 Atmo | LMP2 PRO | SHA | BEN | SEP | BUR | *      | *          |

N.B. * Saison en cours. Les courses en « gras » indiquent une pole position, les courses en « italique » indiquent le meilleur tour de course.